# Dagny
Dagny település Franciaországban, Seine-et-Marne megyében. Lakosainak száma 293 fő (2022. január 1.). Dagny Bannost-Villegagnon, Chevru, Amillis, Frétoy és Jouy-le-Châtel községekkel határos.

## Népesség
A település népességének változása:
| Lakosok száma | 333  | 321  | 311  | 294  | 285  | 278  | 270  | 281  | 293  |
|               | 2013 | 2015 | 2016 | 2017 | 2018 | 2019 | 2020 | 2021 | 2022 |